# Tullstorp (Malmö kommun)
 For alternative betydninger, se Tullstorp. (Se også artikler, som begynder med Tullstorp)
Tullstorp er et tidligere byområde (237 indbyggere i 2000) i Malmö kommun i Skåne län i Sverige, og siden 2005 en del af byen Malmø. Området ligger i Södra Sallerups sogn. I 1990 regnede Statistiska centralbyrån byen som en småort med navnet Tullstorp + Sallerup + Sunnanå.
Byen ligger ved Yttre Ringvägen i delområdet Fortuna Hemgården i det østlige Malmø. Siden indvielsen af Yttre Ringvägen, og i takt med udvidelsen af Toftanäs er området mere og mere blevet en del af Malmø. Der findes planer om et omfattende småhusbyggeri i området de næste 20 år.